# Izba Gospodarcza „Wodociągi Polskie”

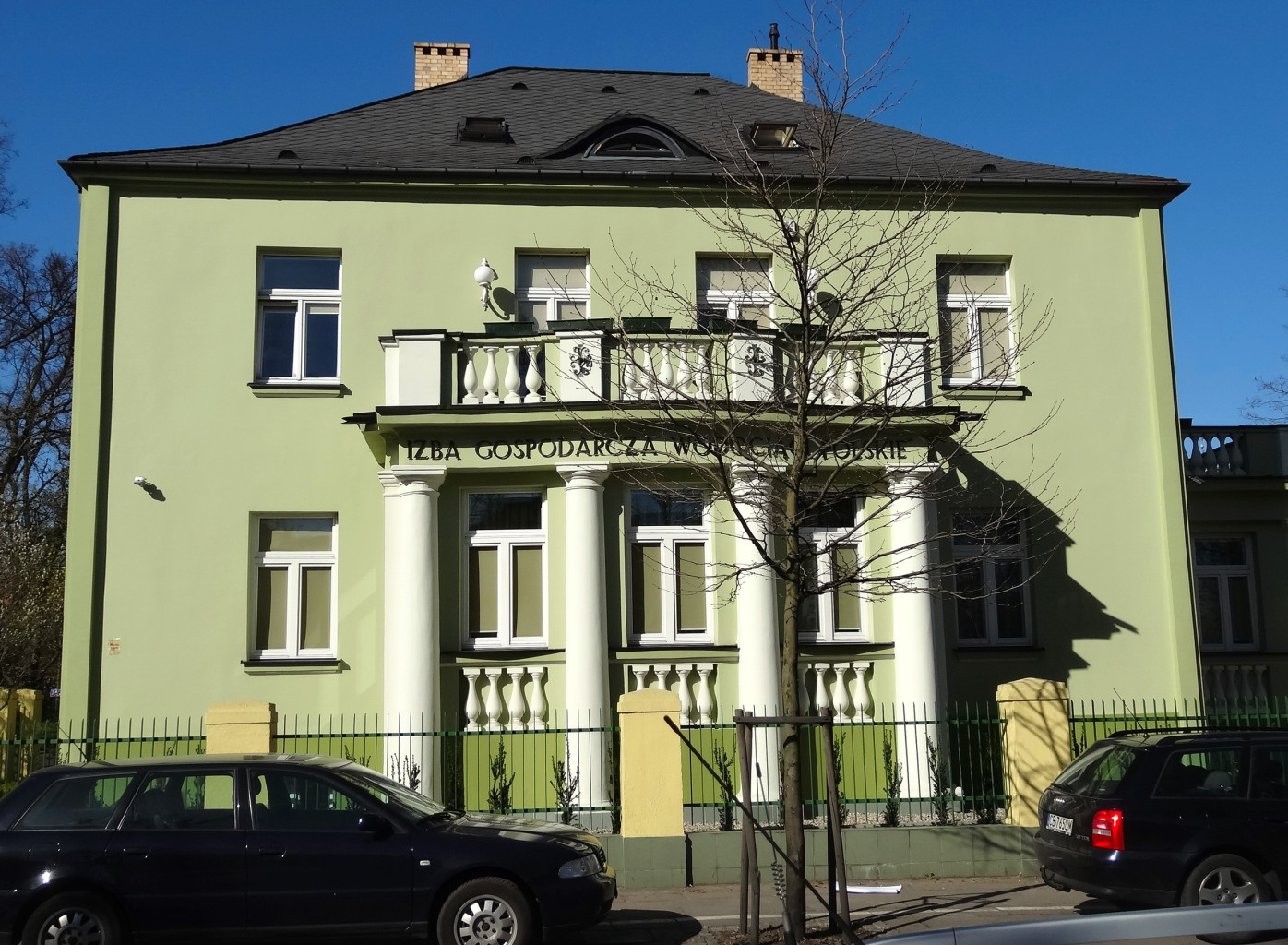
Siedziba Izby w Bydgoszczy

Izba Gospodarcza „Wodociągi Polskie” – organizacja samorządu gospodarczego, reprezentująca przedsiębiorstwa branży wodociągowo-kanalizacyjnej w Polsce.

## Działalność
Izba Gospodarcza „Wodociągi Polskie” jest jedyną organizacją samorządu gospodarczego w branży wodno-kanalizacyjnej w Polsce, jedną z najliczniejszych izb branżowych w Polsce. W jej skład wchodzi 454 członków zwyczajnych i 30 stowarzyszonych. W dużej części są to firmy zajmujące się odprowadzaniem ścieków i zaopatrywaniem w wodę miast i gmin.
Działalność Izby opiera się na kilku płaszczyznach: doradczej, prawnej, międzynarodowej, wydawniczej, szkoleniowej i lobbingowej. Jednym z podstawowych zadań jest również działanie na rzecz ochrony środowiska. Izba jest Członkiem Krajowej Izby Gospodarczej w Warszawie oraz Europejskiej Unii Krajowych Stowarzyszeń Dostawców Wody i Usług Odprowadzania Ścieków EUREAU w Brukseli.
Od 1993 roku Izba Gospodarcza „Wodociągi Polskie” corocznie w Bydgoszczy organizuje Międzynarodowe Targi Maszyn i Urządzeń dla Wodociągów i Kanalizacji „Wod-Kan”, najważniejsze w Polsce i jedne z głównych w Europie. Od 1999 co trzy lata organizowane są Kongresy Wodociągowców Polskich.

## Historia
Z inicjatywą powołania jednostki samorządu gospodarczego wodociągowców wystąpiło w 1992 na spotkaniu w Sulejowie 45 dyrektorów firm wodociągowo-kanalizacyjnych. Powołano 17-osobowy zespół założycielski, na czele którego stanął Józef Wiśniewski, dyrektor Miejskich Wodociągów i Kanalizacji w Bydgoszczy. W grupie członków założycieli znalazło się m.in. Polskie Zrzeszenie Inżynierów i Techników Sanitarnych. Akt założycielski podpisało 14 września 1992 roku 126 członków reprezentujących komunalne przedsiębiorstwa wodociągowe oraz inne firmy związane z branżą wodociągowo-kanalizacyjną. Prezesem został Roman Wiertelak z Kalisza, a dyrektorem Józef Wiśniewski z Bydgoszczy. Pierwsza siedziba Izby mieściła się na placu Weyssenhoffa, potem przy ul. Sielanka 18, od 1997 w willi przy ul. Kasprowicza 2 w Bydgoszczy.
W 1993 zorganizowano po raz pierwszy Międzynarodowe Targi Maszyn i Urządzeń dla Wodociągów i Kanalizacji „Wod-Kan”. W ciągu kilku lat stały się one największymi w Bydgoszczy i jednymi z większych w Europie targów branżowych.
Izba uczestniczyła w pracach komisji sejmowych i senackich nad ustawami dotyczącymi prawa wodnego, o zbiorowym zaopatrzeniu w wodę i zbiorowym odprowadzaniu ścieków. Powołała również i sponsorowała Polską Fundację Ochrony Zasobów Wodnych oraz organizowała wiele konferencji naukowo-technicznych poświęconych problematyce wodociągowo-kanalizacyjnej i ochronie środowiska. Izba wspiera również wydawnictwa naukowe, wydaje własne publikacje i kwartalnik „Wodociągi Polskie”. Ważną dziedziną działalności są szkolenia branżowe.
16 i 17 września 1999 zorganizowano I Kongres Wodociągowców Polskich w Bydgoszczy.